# Тост, Франц
Франц Тост (нем. Franz Tost; род. 20 января 1956, Тринс) — австрийский менеджер в автомобильном спорте. Бывший руководитель команды Формулы-1 «Торо Россо» (в 2020—2023 годах — «Альфа Таури»).

## Биография
В детстве болел за автогонщика Йохена Риндта. В конце 1970-х и первой половине 1980-х годов выступал в австрийской формуле Ford и немецкой Формуле-3. Учился спортивному менеджменту в Венском университете. Работал на различных должностях в гоночной школе Вальтера Лехнера (сначала параллельно с участием в гонках и учёбой). На рубеже 1980-90-х годов возглавлял несколько команд, выступавших в немецкой Формуле-3. В 1993—2000 годах сотрудничал с Вилли Вебером (менеджером многих немецких гонщиков, включая братьев Шумахеров), в частности возглавлял команду Вебера в Формуле-3, работал менеджером по маркетингу в «Вебер Менеджмент» и был одним из менеджеров Ральфа Шумахера.
В 2000—2005 годах работал в BMW-Motorsport (тогда — мотористы команды «Уильямс»). С 2006 года возглавил команду «Торо Россо», созданную созданную после приобретения команды Minardi концерном Red Bull. Сохранил свою должность после ребрендинга команды и создания на её базе «Альфа Таури».